# الحزب الوطني الليبرالي في كوينزلاند
الحزب الوطني الليبرالي في كوينزلاند (بالإنجليزية: Liberal National Party of Queensland)‏ هو حزب سياسي أسترالي، أسس في 2008، يقع مقره في بريزبان.

## أعضاء بارزون
- كود سباركل
- تحديث القائمة

- Peter Dutton
- كلايف بالمر (2008 - 2012)
- كامبل نيومان
- بول نيفيل
- تريفور إيفانز
- جورج كريستنسن
- Matthew Canavan
- كيث بيت
- Ian Macfarlane
- ستيوارت روبرت